# راي هيرمان
راي هيرمان (بالإنجليزية: Ray Herman)‏ هي محرِّرة أمريكية، ولدت في 9 يونيو 1920 في بروكلين في الولايات المتحدة، وتوفيت في 26 ديسمبر 1996 في نيويورك في الولايات المتحدة.